# Bruno Manser
Pour les articles homonymes, voir Manser.
Bruno Manser, né le 25 août 1954 à Bâle et disparu en mai 2000 en Malaisie, déclaré officiellement mort le 10 mars 2005) est un activiste écologiste suisse. De 1984 à 1990, il vit parmi le peuple Penan au Sarawak, où il s'oppose aux entreprises d'exploitation forestière en organisant plusieurs barrages routiers. En 1990, menacé de mort, il doit quitter la Malaisie. De retour en Suisse, il s’investit dans l’activisme pour la préservation des forêts tropicales et pour les droits humains des peuples autochtones, en particulier des Penan. Il fonde l’ONG suisse Bruno Manser Fonds en 1991. Il disparaît au cours de son dernier voyage au Sarawak en 2000.

## Biographie

### Jeunesse et formation
Bruno Manser naît à Bâle en Suisse, le 25 août 1954, dans une famille de trois filles et deux garçons.
Jeune, il est déjà un libre penseur. Ses parents voulant qu’il devienne médecin, il a donc étudié la médecine de manière informelle. Par la suite,  premier de sa famille à le faire, il obtient sa maturité,. À 19 ans, il passe trois mois à la prison de Lucerne pour avoir refusé de se plier au service militaire obligatoire en Suisse. Après sa sortie de prison en 1973, il travaille comme berger et vacher dans différents pâturages suisses pendant 12 ans. Durant cette période, il s’intéresse aux arts manuels, thérapeutiques, et à la spéléologie. Il apprend à poser des briques, à sculpter le cuir, à garder des abeilles, à tisser, à teindre, à couper ses vêtements et ses chaussures. Il fait aussi beaucoup d’alpinisme et d’escalade.
À 30 ans, il part à Bornéo dans l’optique de mener une vie plus simple.

### À la recherche des Penan
En 1983, Manser se rend dans l’état du Terengganu en Malaisie où il séjourne chez une famille. En 1984, tout en étudiant les forêts tropicales, Manser apprit l’existence d’une tribu de nomades appelés les Penan. Après s’être renseigné à leur sujet, il décide d’essayer de vivre avec eux pendant quelques années, et se rend donc dans l’état du Sarawak, dans l’Est de la Malaisie, sur l’île de Bornéo, en 1984, avec un visa touristique,.
Là-bas, il commence par se joindre à une expédition de spéléologie afin d’explorer le Gunung Mulu National Park. Après l’expédition, il s’enfonce dans la jungle du Sarawak, dans l’optique de trouver « l’essence profonde de l’humanité » et « les peuples qui vivent encore proches de la nature ». Cependant, il se perd rapidement et épuise ses réserves de nourriture tandis qu’il explore la jungle, puis il tombe malade après avoir mangé du cœur de palmier toxique.
Après ces quelques mésaventures, Manser trouve finalement les Penan près de la source de la rivière Limbang à Long Seridan en mai 1984. Initialement, les Penan tentent de l’ignorer. Après quelque temps, ils l’acceptent en tant que membre de leur famille.
En août 1984, Manser se rend à Kota Kinabalu dans le Sabah afin d’obtenir un visa pour visiter l’Indonésie. Avec ce visa, il se rend au Kalimantan, puis traverse illégalement la frontière pour retourner à Long Seridan, dans le Sarawak, là où vivent les Penan.
Son visa malais expire le 31 décembre 1984,.

### Vie avec les Penan
Manser apprend les techniques de survie dans la jungle et se familiarise avec la culture et la langue des Penan. Le chef des Penan, à Upper Limbang, qui se nommait Along Sega, devint son mentor. Durant son séjour avec les Penan, Manser adopta leur mode de vie. Il s’habilla avec un pagne, chassa avec une sarbacane, et mangea des primates, des serpents et du Sagou. Sa décision de vivre comme un membre des Penan fut ridiculisée en Occident, où on le surnomma le « Tarzan blanc ». Au sein de la tribu des Penan, cependant, Manser était surnommé « Laki Penan » (L’homme Penan), ayant gagné le respect de la tribu qui l’avait adopté,.
Manser dessina son expérience avec les Penan, la décrivit par écrit et prit plus de 10 000 photographies durant les six années de son séjour entre 1984 et 1990. Ces dessins ont été publiés par la maison d’édition suisse Christoph Merian Verlag. Manser créa aussi des enregistrements audio des traductions des histoires que lui racontèrent les anciens du peuple Penan. Il affirma que les Penan n’avaient été ni querelleurs ni violents durant toute la durée de son séjour.
En 1988, Bruno Manser tenta d’atteindre le sommet du Bukit Batu Lawi, mais n’y parvint pas, se retrouvant pendu au bout d’une corde sans parvenir à attraper quoi que ce soit pendant 24 heures. En 1989, il fut mordu par un serpent de la famille des vipères mais fut en mesure de soigner lui-même la morsure. Il contracta également le paludisme à vivre dans la jungle.
Malheureusement, la déforestation des forêts primaires du Sarawak commença durant le séjour de Manser parmi les Penan. En conséquence, les Penan souffrirent de la contamination des eaux, et de la disparition des animaux que cela entraînait. Manser travailla avec Along Sega pour enseigner aux Penan comment organiser des blocages routiers contre les déforesteurs. Manser organisa son premier blocage en septembre 1985,.

### Disparition
En 2006, Manser était déclaré disparu et présumé mort. Son dernier signe de vie est une lettre envoyée le 23 mai 2000 à sa compagne depuis le village de Bario, dans les monts Kelabit dans la région du Sarawak. 
La communauté Penan considère toujours Manser comme une sorte d'idole, surnommé « Laki Penan » (« Penan Man »), un homme qui les a unis et qui a été accusé par le gouvernement d'organiser de nombreux barrages sur des routes servant au transport du bois de coupe (en l'absence de preuves) et qui a eu des effets positifs en protestant à Tokyo et en Europe à propos du caractère inhumain de l'industrie de coupe de bois tropical.
Les expéditions à sa recherche s'avérant infructueuses, la cour civile de Bâle a décrété le 10 mars 2005 que monsieur Manser doit être considéré comme décédé. L'impopularité de Manser auprès du gouvernement de Sarawak et des compagnies d'exploitation forestière commerciale telles que Samling Pliwood, connues pour leurs intimidations et la violence comme méthodes pour effrayer Manser font naître des soupçons quant aux circonstances de sa possible mort, bien que rien n'ait encore été prouvé.

## Manser dans la culture
Il est le sujet de nombreux films documentaires : Blowpipes against Bulldozers, Tong Tana - En resa till Borneos inre  et Tong Tana 2. Steven Spielberg aurait même envisagé de produire un film sur sa vie. Le dernier documentaire sur son parcours est le film Bruno Manser Laki Penan de Christoph Kühn, est sorti en 2007. Jean Bertolino s'est inspiré de Bruno Manser pour camper son héros Judik Kervannec, dans son livre intitulé Chaman. De la même façon, en publiant Règlement de comptes à Bornéo en 2007 et après avoir séjourné à Bornéo, le journaliste Patrick Galan a relancé la polémique sur la disparition de Bruno Manser.[réf. nécessaire]
Le film Bruno Manser – La voix de la forêt tropicale sorti en 2019 raconte l'histoire de Bruno Manser. Il est produit par Niklaus Hilber avec un budget de six millions de francs suisses.
En septembre 2019, les photographes Isabelle Ricq (1983-) et Christian Tochtermann (1977-) sortent le livre Lettre à Bruno Manser (Sturm&Drang, 270 p.),, après neuf ans d'investigations sur la vie de Manser à Bornéo et sur sa disparition,.